# هيدالغو كونتريرز
هيدالغو كونتريرز هو سياسي مكسيكي، ولد في 27 ديسمبر 1969 في ولاية باها كاليفورنيا في المكسيك. نشط حزبياً في حزب العمل الوطني. وقد انتخب عضو مجلس النواب المكسيك ‏.